# Bulbophyllum carunculatum
Bulbophyllum carunculatum (tên tiếng Anh là Caruncle Bulbophyllum) là một loài phong lan.

## Hình ảnh

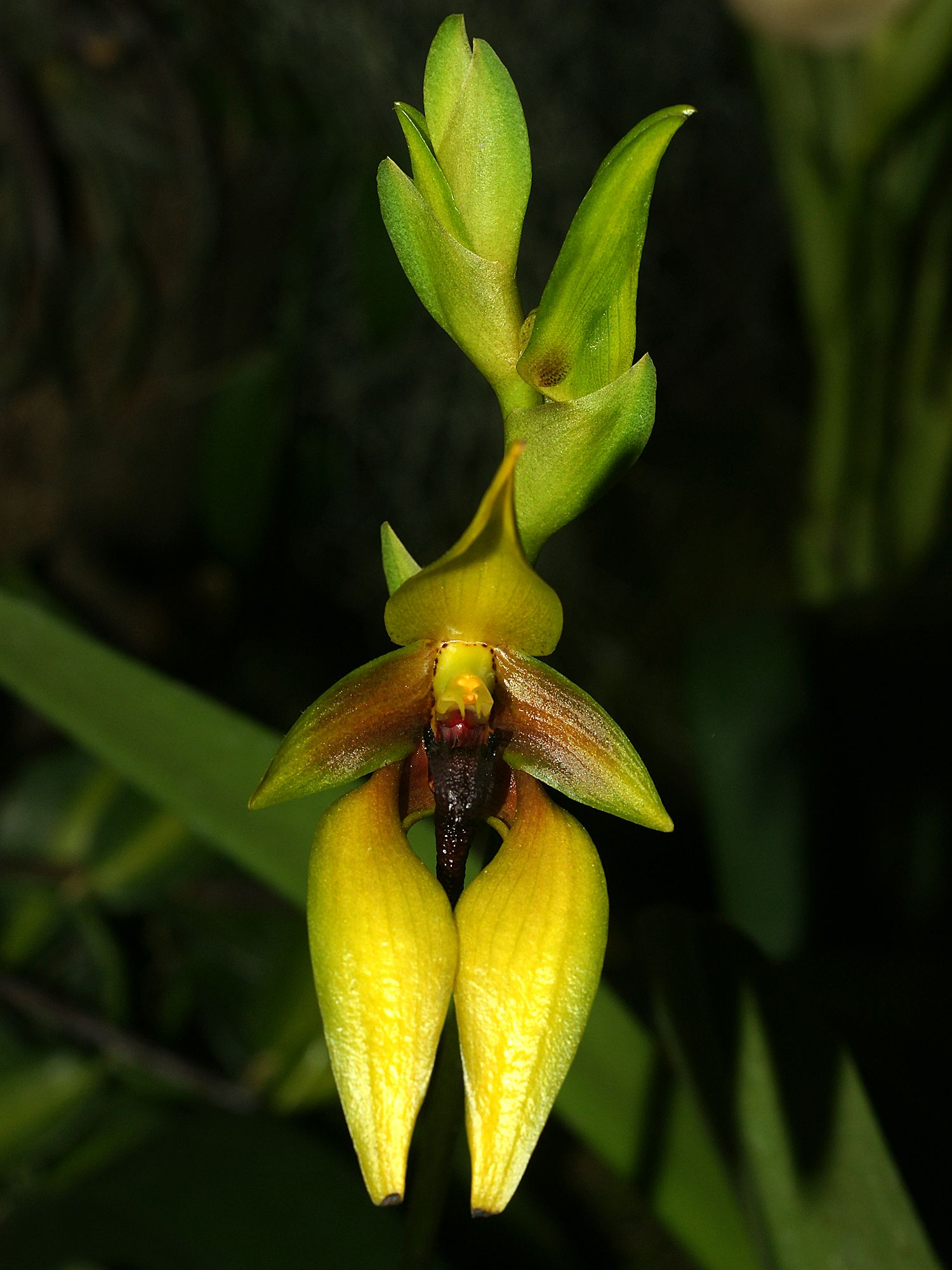
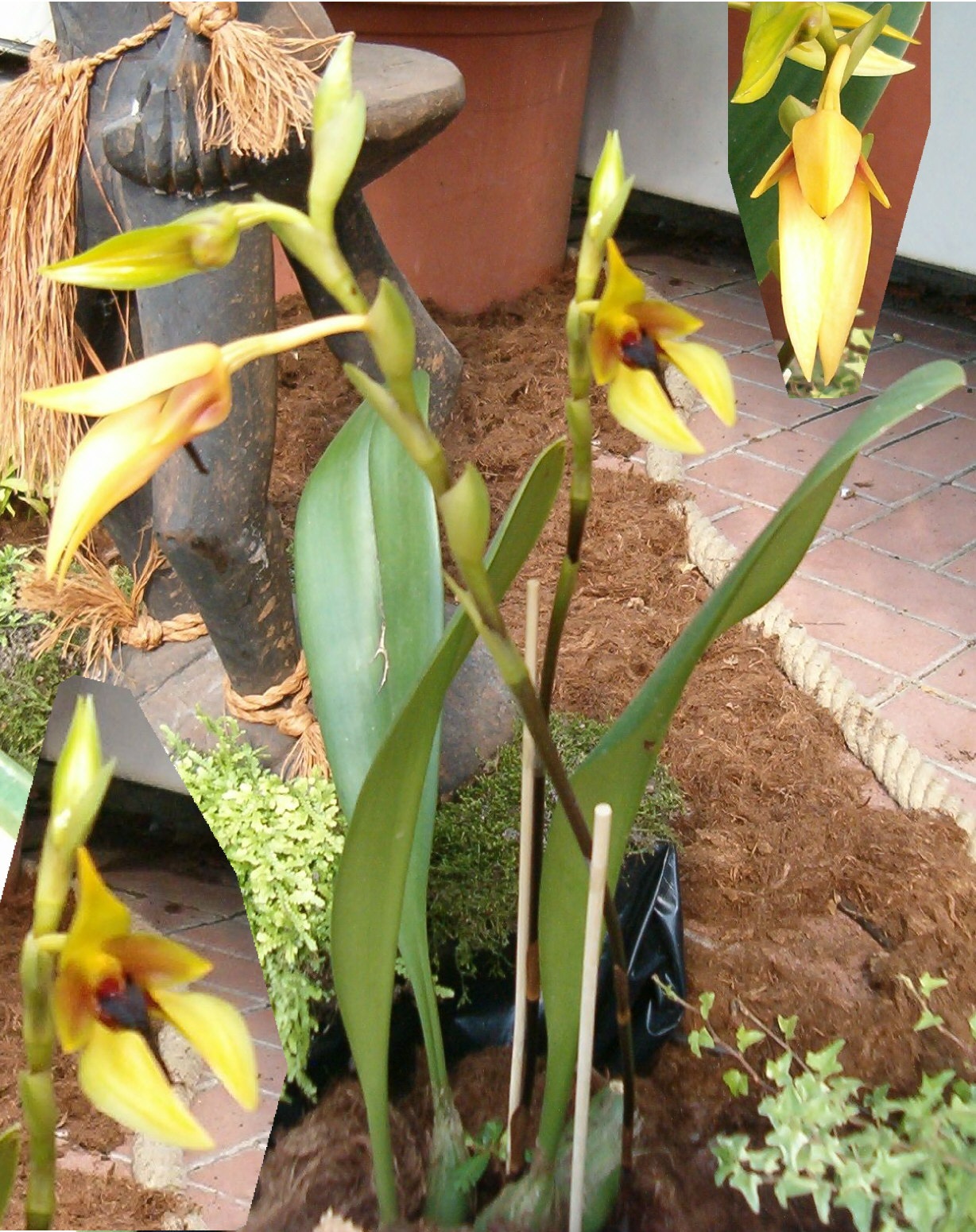
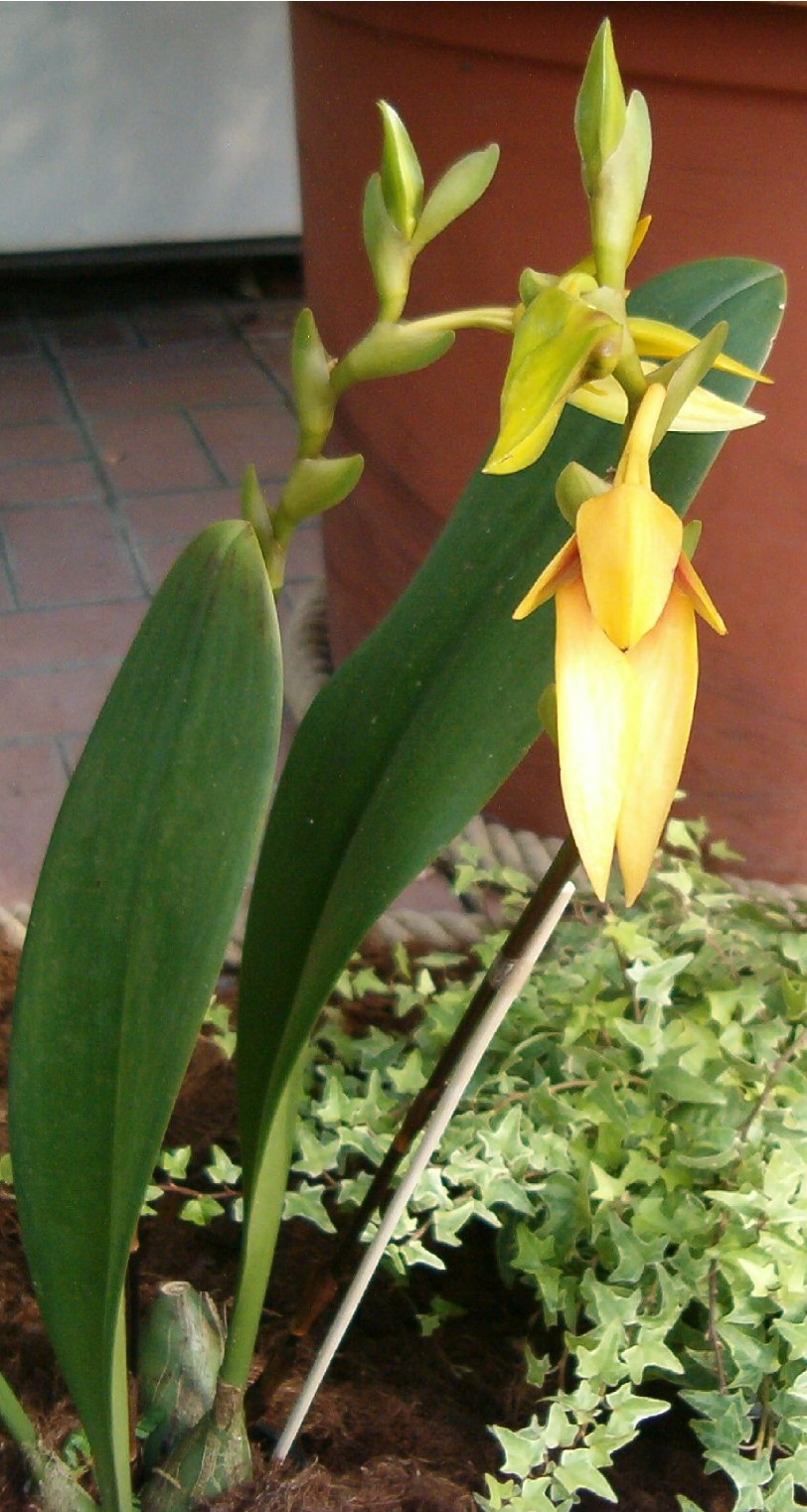